# Tattnall County
Tattnall County är ett administrativt område i delstaten Georgia, USA, med 25 520 invånare (2010). Den administrativa huvudorten (county seat) är Reidsville. 
En del av Fort Stewart är belägen i countyt.

## Geografi
Enligt United States Census Bureau har countyt en total area på 1 264 km². 1 252 km² av den arean är land och 12 km² är vatten.

### Angränsande countyn
- Candler County - nord
- Evans County - nordost
- Liberty County - sydöst
- Long County - sydost
- Wayne County - syd
- Appling County - sydväst
- Toombs County - väst